# فولویو پالمیری
فولویو پالمیری (ایتالیایی: Fulvio Palmieri؛ ‏ ۱۹ اکتبر ۱۹۰۳ – ۱۰ اوت ۱۹۶۶) فیلم‌نامه‌نویس اهل ایتالیا بود.
از فیلم‌ها یا مجموعه‌های تلویزیونی که وی در آن‌ها نقش داشته است، می‌توان به مهاجران، عاشقان پیشین، ترانه بهار و سواره‌نظام اشاره نمود.